# Roš ješiva
| Židé a judaismus |
| Židé • Judaismus • Kdo je Žid |
| Ortodoxní • Konzervativní (Masorti) Progresivní (Reformní - Liberální) • Ultraortodoxní Samaritáni • Falašové • Karaité                                                                                            |
| Etnické skupiny a jazyky |
| Aškenázové • Sefardové • Mizrachim Hebrejština • Jidiš • Ladino • Ge'ez • Buchori |
| Populace (vývoj) |
| Evropa • Amerika • Asie • Afrika • Austrálie |
| Náboženství |
| Bůh • Principy víry • Boží jména 613 micvot • Halacha • Noachidské zákony Mesiáš • Eschatologie |
| Židovské myšlení, filosofie a etika |
| Židovská filosofie Cdaka • Musar • Vyvolenost Chasidismus • Kabala • Haskala |
| Náboženské texty |
| Tóra • Tanach • Mišna • Talmud • Midraš Tosefta • Mišne Tora • Šulchan aruch Sidur • Machzor • Pijut • Zohar |
| Životní cyklus, tradice a zvyky |
| Obřízka • Pidjon ha-ben • Simchat bat • Bar micva Šiduch • Svatba • Ketuba • Rozvod (Get) • Pohřeb Kašrut • Židovský kalendář • Židovské svátky Talit • Tfilin • Cicit • Kipa Mezuza • Menora • Šofar • Sefer Tora |
| Významné postavy židovství |
| Abrahám • Izák • Jákob • Mojžíš Šalomoun • David • Elijáš • Áron Maimonides • Nachmanides • Raši Ba'al Šem Tov • Ga'on z Vilna • Maharal                                                                           |
| Náboženské budovy a instituce |
| Chrám • Synagoga • Ješiva • Bejt midraš Rabín • Chazan • Dajan • Ga'on Kohen (kněz) • Mašgiach • Gabaj • Šochet Mohel • Bejt din • Roš ješiva                                                                      |
| Židovská liturgie |
| Šema • Amida • Kadiš Minhag • Minjan • Nosach Šacharit • Mincha • Ma'ariv • Musaf |
| Dějiny Židů |
| starověk • středověk • novověk |
| Blízká témata |
| Antisemitismus • Gój • Holocaust • Izrael Filosemitismus • Sionismus Abrahámovská náboženství |
| z • d • e |

Roš ješiva (hebrejsky ראש ישיבה‎, mn. č.. hebrejsky rašej ješiva) je titul určený děkanovi židovské duchovní školy talmudu (ješiva).
Výraz je spojení dvou hebrejských slov roš („hlava“) a ješiva (židovská náboženská škola). Roš ješiva musí mít komplextní znalost talmudu, schopnost analyzovat a předkládat nové perspektivy, zvané chidušim (novellae), ústně a často také v tištěné formě.

## Hlavní poslání
Hlavním cílem roš ješivy je dozor nad talmudickým studiem a praktickými záležitostmi a často vedl mistrovské hodiny ši'ur. Je to také on, kdo rozhoduje, zda může být student připuštěn k rabínským zkouškám (smicha).
Primární úlohou roš ješivy není pouze funkce děkana, nýbrž obecně nejvyšší pedagogické autority ješivy. Studenti, kteří studovali v ješivě, jsou obvykle označováni jako studenti toho kterého roš ješivy, neboť jeho výuka je obvykle klíčová pro formování vlastní metody poznávání talmudu a kritického myšlení a tato metoda je založena na osobním stylu roš ješivy.
Kromě toho ješivy hrají ústřední roli v životě některých společenstev ortodoxních židů, proto je postavení roš ješivy více než jen jeho pozice v rámci ješivy. Roš ješiva má často vůdčí roli v rámci širšího společenství. V chasidském judaismu je role roš ješivy je druhotná oproti rabínovi, jenž je hlavou chasidské dynastie, kterou řídí. V mnoha chasidských skupinách bývá roš ješiva té které školy syn nebo zeť rabína a současně je jeho předpokládaným nástupcem. Nicméně role, kterou hrají ješivy v chasidských společenstvích, zdaleka není tak významná, jako je tomu v litevských židovských komunitách (lita'im). Chasidští studenti se obvykle žení ve věku 18 let, což je ve většině případů také věk završení jejich vzdělání v ješivě, zatímco studenti v litevských společenstvích nadále studují, minimálně do věku 23, a většina z nich pokračuje ve studiu i po svatbě. Výsledkem je, že roš ješivové v litevském společenství hrají daleko významnější roli než v chasidském.

## Význační roš ješivové
Do doby před holokaustem se většina velkých ješiv nacházela ve východní Evropě. V současné době je většina ješiv a jejich roš ješivové v USA a Izraeli.
Někteří význační roš ješivové:
- Rabi Ja'akov Ades
- Rabi Ezra Atija
- Rabi Chajim Jehuda Lejb Auerbach
- Rabi Šlomo Zalman Auerbach
- Rabi Lejb Bakst
- Rabi Naftali Cvi Jehuda Berlin
- Rabi Avraham Jicchak Bloch
- Rabi Moše Mordechaj Epstein
- Rabi Moše Feinstein
- Rabi Eli'ezer Jehuda Finkel
- Rabi Nosson Cvi Finkel
- Rabi Chajim Flom
- Rabi Mordechaj Gifter
- Rabi Refael Reuvain Grozovsky
- Rabi Chajim Ja'akov Goldvicht
- Rabi Eli'ezer Gordon
- Rabi Nachman Šlomo Greenspan
- Rabi Šlomo Heiman
- Rabi Jicchok Hutner
- Rabi Jisrael Me'ir Kagan (Chafec Chajim)
- Rabi Ja'akov Kamenetsky
- Rabi Avraham Jicchak Kuk
- Rabi Cvi Jehuda Kook
- Rabi Aharon Kotler
- Rabi Šne'ur Kotler
- Rabi Boruch Ber Leibowitz
- Rabi Aharon Lichtenstein
- Rabi Dov Linzer
- Rabi Eliezer Melamed
- Rabi Isser Zalman Meltzer
- Rabi M. M. Minshky
- Rabi Avigdor Nebenzahl
- Rabi Avraham Ja'akov Pam
- Rabi Šmuel Rozovsky
- Rabi Ja'akov Jicchok Ruderman
- Rabi Jisro'el Salanter
- Rabi Jechezkel Sarna
- Rabi Heršel Schachter
- Rabi Aaron Schechter
- Rabi Gedalia Schorr
- Rabi El'azar Menachem Man Šach
- Rabi Moše Šmu'el Šapira
- Rabi Me'ir Šapiro
- Rabi Naftoli Šapiro
- Rabi Šimon Škop
- Rabi Chajim Šmuelevitz
- Rabi Josef B. Solovejčik
- Rabi Adin Steinsaltz
- Rabi Aaron Teitelbaum
- Rabi Naftoli Trop
- Rabi Chajim Voložin
- Rabi Elchonon Wasserman
- Rabi Jechi'el Ja'akov Weinberg
- Rabi Ezra Šochet